# خوسيه سلاستينو موتيس
خوسيه سلاستينو موتيس (1732-1808) (بالإنجليزية: José Celestino Mutis)‏ هو عالم نبات إسباني.

## روابط خارجية
- خوسيه سلاستينو موتيس على موقع الموسوعة البريطانية (الإنجليزية)